# Heiner Hans Menninger

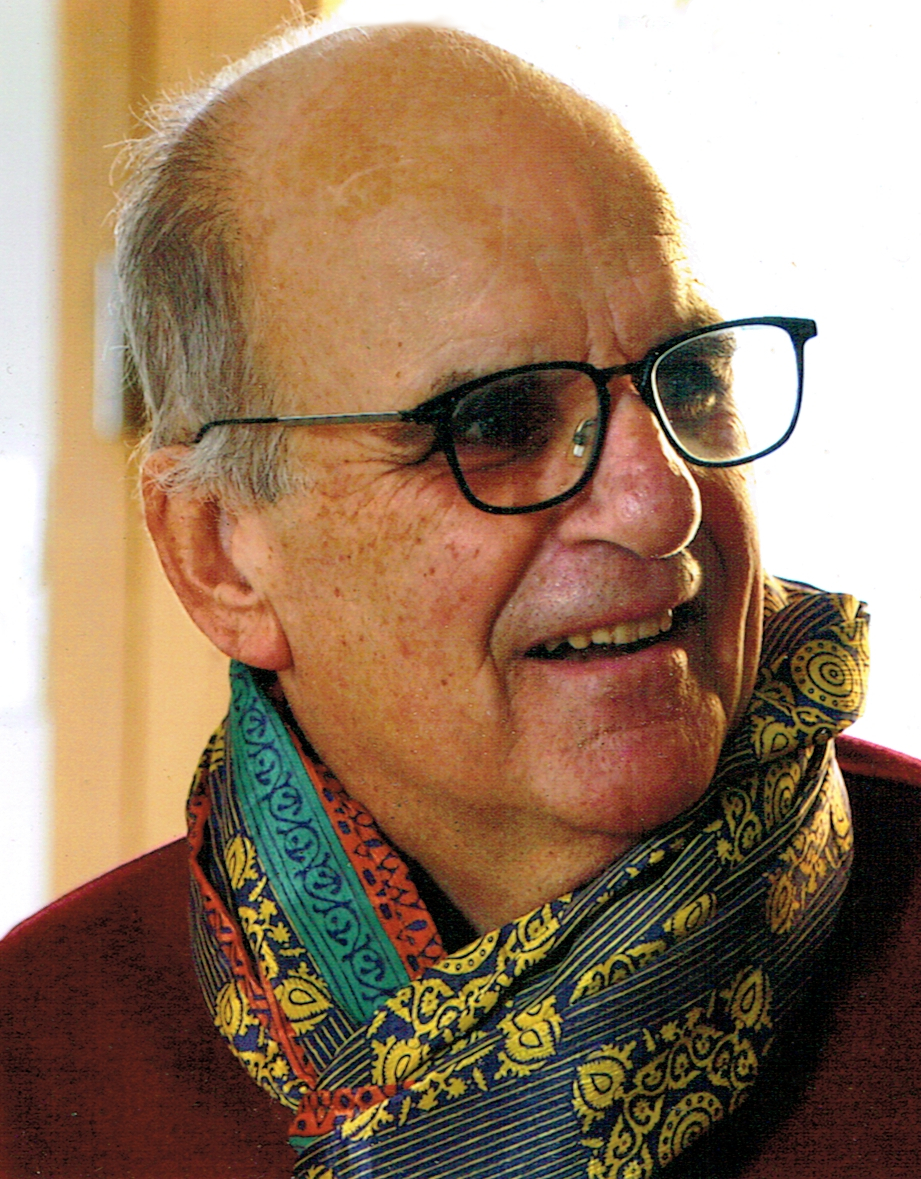
Heiner Hans Menninger (2020)

Heiner Hans Menninger, auch Heiner Menninger (* 7. Januar 1942 in Innsbruck; † 2. April 2020 in Agatharied), war ein deutscher Rheumatologe und Hochschullehrer.

## Leben
Nach dem Abitur 1961 in Bonn studierte er an der Rheinischen Friedrich-Wilhelms-Universität in Bonn Medizin. Nach dem Physikum studierte er an der Ludwig-Maximilians-Universität in München und bestand dort am 26. Juni 1967 das Staatsexamen. Im gleichen Jahr promovierte er und legte auch das amerikanische Staatsexamen (United States Medical Licensing Examination) ab.
Nach seiner Assistentenzeit begann er seine wissenschaftliche Tätigkeit 1970 am District of Columbia General Hospital in Washington D.C. und ab 1971 am Montefiore Hospital and Medical Center, Albert Einstein College of Medicine in New York City.
1972 arbeitete er als wissenschaftlicher Assistent am Universitätsklinikum in Bonn und von 1973 bis 1976 am Universitätsspital in Zürich.
Von 1976 bis 1984 war Menninger zunächst als Assistent und später als Oberarzt am Zentrum für Innere Medizin und Dermatologie der Medizinischen Hochschule in Hannover unter der Leitung von Fritz Hartmann tätig. Er erhielt in dieser Zeit die Anerkennung als Facharzt für Innere Medizin und die Schwerpunktanerkennung für Rheumatologie. Er habilitierte sich dort auch mit einer Arbeit zum Thema „Immunhistologischer Nachweis der Elastase an der Knorpel-Pannus-Grenze“.
Von Januar bis September 1984 war er Gründungschefarzt der Abteilung Rheumatologie am Bundesknappschafttskrankenhaus Püttlingen. Von November 1984 bis April 2005 leitete er als Chefarzt die I. Medizinische Klinik am Rheumazentrum Bad Abbach. 1989 wurde er zum außerplanmäßigen Professor ernannt.
Heiner Hans Menninger starb am 2. April 2020 im Alter von 78 Jahren an den Folgen einer COVID-19-Pneumonie. Er hinterließ vier erwachsene Kinder, sechs Enkel und seine Lebenspartnerin.

## Privatleben
Heiner Hans Menninger war mit Rita Menninger verheiratet, welche im Mai 2010 verstarb.
Menningers Interesse galt seit seiner Schulzeit der Malerei. In den späten neunziger Jahren bildete er sich nebenberuflich in der Aquarellmalerei aus und besuchte Meisterkurse u. a. bei Gerhard Almbauer, Edith Thurnherr, Simon Fletcher oder Bernhard Vogel. Seine Arbeiten, die nach Anregungen auf seinen häufigen Kunstreisen entstanden, waren in zahlreichen nationalen und internationalen Ausstellungen zu sehen.
Zu Studentenzeiten sang er im Münchener Bach-Chor unter Karl Richter, zuletzt in der Regensburger Kantorei.
Er war von 1999 bis 2008 Leiter des Kulturforums Regensburg-Kumpfmühl in der Pfarrei St. Wolfgang und engagierte sich in diesem Ehrenamt besonders für die Ökumene und den Lebensschutz.

## Veröffentlichungen (Auswahl)
- Einfluß der extrazellulären Kaliumkonzentration auf Ruhepotential: Schwellenreizstromstärke und Zeitkonstante. Doktorarbeit. 1967. Universität München.
- Die Rolle lysosomaler Proteasen bei der rheumatisch-entzündlichen Gelenkdestruktion: pathogenetische und therapeutische Aspekte der chronischen Polyarthritis. Habilitationsschrift. Medizinische Hochschule Hannover, 1980.
- Basistherapeutische Kombinationstherapie bei chronischer Polyarthritis: Ein Überblick. In: Zeitschrift für Rheumatologie. Band 57, 1998, S. 25–30.
- mit A. Stiegler und D. Wessinghage: Die Bedeutung von Abriebpartikeln aus Knochen und Knorpel bei der chronischen Polyarthritis. In: W. Mohr, K. H. Emmert (Hrsg.): Gelenkzerstörung bei entzündlichen rheumatischen Erkrankungen. Steinkopff Verlag, Darmstadt 1990, ISBN 978-3-642-72451-0, S. 123–130.
- Kombinationstherapie der rheumatoiden Arthritis mit Gold. In: Zeitschrift für Rheumatologie. Band 60, 2001, S. 184–186.

## Auszeichnung
- 1980 gemeinsam mit Winfried Mohr: Carol Nachman-Preis für Rheumatologie der Stadt Wiesbaden. Titel der ausgezeichneten Arbeit: Nachweis neutrophiler Granulozyten und Elastase an der Knorpel-Pannus-Grenze.[4]